# Branchiostoma nigeriense
Branchiostoma nigeriense är en ryggsträngsdjursart som beskrevs av Webb 1955. Branchiostoma nigeriense ingår i släktet Branchiostoma och familjen lansettfiskar. Inga underarter finns listade.